# 라이트-패터슨 공군 기지

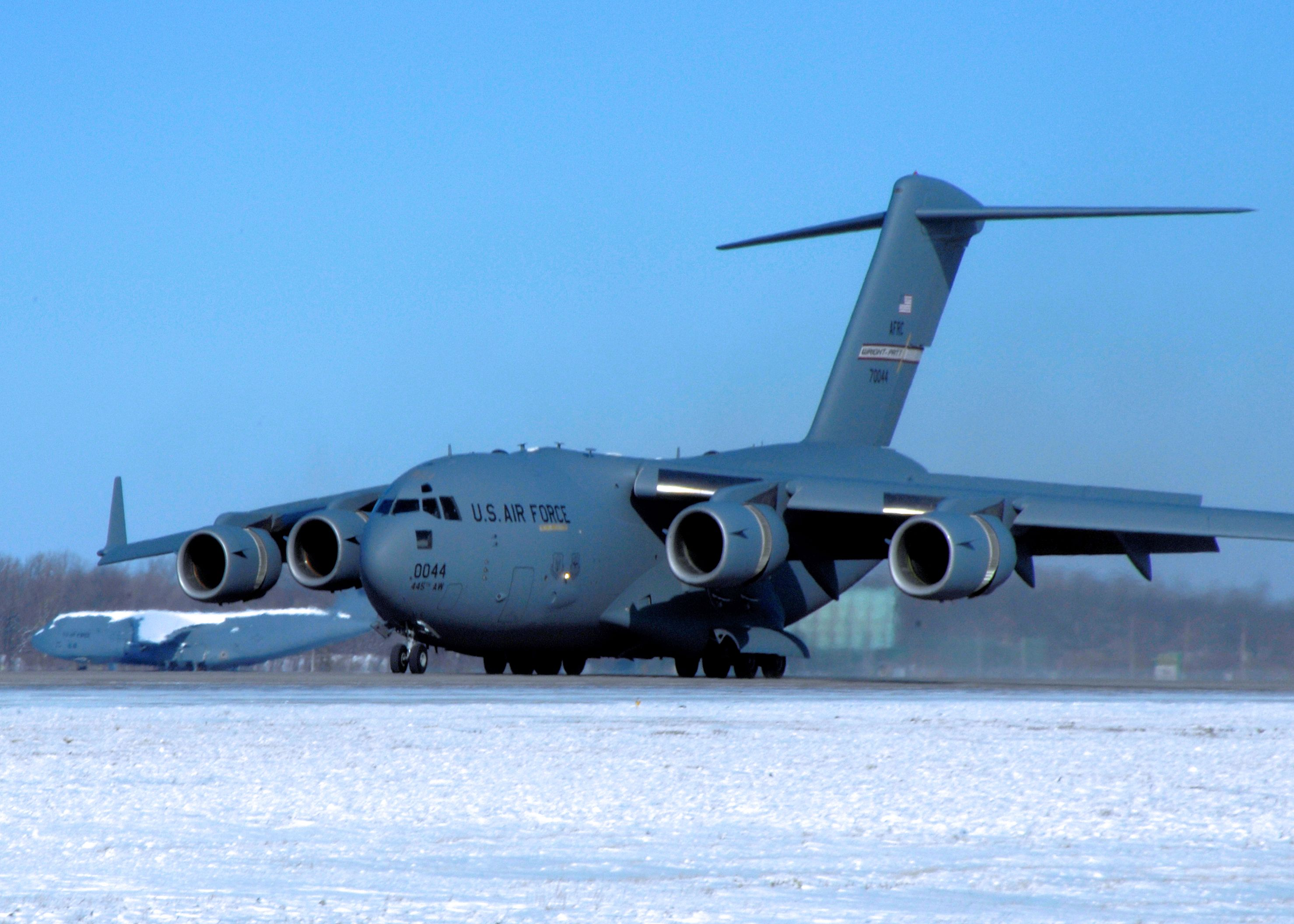

라이트-패터슨 공군 기지(Wright-Patterson Air Force Base, WPAFB, IATA: FFO, ICAO: KFFO, FAA LID: FFO)는 미국 공군 기지이자 인구 조사에서 지정한 곳으로 오하이오주 데이턴 동쪽의 그린군과 몽고메리군에 있다. 여기에는 원래 윌버 라이트 필드(Wilbur Wright Field)와 페어필드 항공 일반 공급 창고(Fairfield Aviation General Supply Depot)였던 라이트(Wright)와 패터슨 필드(Patterson Fields)가 모두 포함된다. 패터슨 필드는 데이턴에서 북동쪽으로 약 16km(10마일) 떨어져 있다. 라이트 필드는 데이턴에서 북동쪽으로 약 8.0km(5마일) 떨어져 있다.
라이트-패터슨 AFB의 호스트 부대는 공군 수명주기 관리 센터와 공군 물자 사령부에 배정된 제88공군비행단(88 ABW)이다. 88 ABW는 비행장을 운영하고 모든 기반 시설을 유지하며 60개 이상의 부대에 보안, 통신, 의료, 법률, 인사, 계약, 금융, 운송, 항공 교통 관제, 일기 예보, 공공 업무, 레크리에이션 및 군목 서비스를 제공한다. 공군의 국가항공정보센터(NAIC)와 우주군의 국가우주정보센터(NSIC)도 이곳에 주둔하고 있으며 전략적 항공 및 우주 위협 분석을 위한 정보 커뮤니티의 주요 조직이다.
기지의 기원은 1917년 5월 22일 윌버 라이트 필드(Wilbur Wright Field)와 1917년 11월 맥쿡 필드(McCook Field)가 설립되면서 시작된다. 둘 다 미국 신호대 항공부에서 제1차 세계 대전 시설로 설립했다. 맥쿡은 테스트 필드와 항공 실험에 사용되었다. 라이트는 페어필드 항공 일반 공급 기지, 갑옷 제작자 학교 및 임시 창고 역할을 한 비행장으로 사용되었다(1931년에 패터슨 필드로 이름 변경). 맥쿡의 기능은 1927년 10월 문을 닫으면서 라이트 필드로 이전되었다. 라이트-패터슨 AFB는 1948년 패터슨과 라이트 필드의 합병으로 설립되었다.
1995년에는 보스니아 전쟁 종식을 위한 협상이 기지에서 이루어졌고, 데이턴 협정이 체결되어 전쟁이 끝났다.
제88공군비행단은 자신의 지휘 능력에 대한 자신감 상실로 인해 안도한 크리스토퍼 B. 미커 대령의 해임으로 인해 임시로 트래비스 W. 폰드 대령이 지휘하게 된다. 그 지휘 상사는 로이드 E. 모랄레스 상사이다. 2010년에 이 기지에는 총 27,406명의 군인, 민간인 및 계약 직원이 있었다. 기지의 그린 카운티 부분은 인구 조사 지정 장소(CDP)로, 2010년 미국 인구 조사에서 주민 인구는 1,821명이다.